# Francisco Galdós
Francisco Galdós Ibáñez de Gauna (Lasarte, Vitoria, 6 de mayo de 1947) es un exciclista español, profesional entre 1969 y 1980.
Aunque logró pocos triunfos totales, Galdós fue uno de los grandes corredores españoles de los años 1970, consiguiendo buenos resultados en cada una de las Grandes Vueltas.

## Biografía
Francisco Galdós se dio a conocer en 1968 en la Vuelta a Cantabria, carrera reservada ese año a los ciclistas aficionados. Comenzó su carrera como profesional en 1969 en el KAS, equipo que se convertiría en uno de los más fuertes del panorama ciclista, obteniendo la octava posición en la Dauphiné Libéré a 4'58" de Raymond Poulidor.
Galdós era un corredor preparado para las Grandes Vueltas, debido a sus características: dotado de buenas condiciones para la montaña, con gran regularidad y fondo, y capaz de defenderse muy bien en las pruebas contra el reloj. Participó once veces en el Tour de Francia, seis en el Giro de Italia y cuatro en la Vuelta a España, obteniendo tres podios (dos en el Giro y uno en la Vuelta) y quedando doce veces entre los diez primeros de la clasificación (cinco veces en el Tour, cuatro en el Giro y tres en la Vuelta).
La mejor temporada de su carrera fue la de 1975, cuando obtuvo sus dos victorias más importantes, la clasificación general del Tour de Romandía y la etapa del paso del Stelvio en el Giro de Italia, primera y única victoria de etapa que logró en una de las grandes vueltas.
En el  Giro de Italia 1975, huérfano de Eddy Merckx y de Francesco Moser, deseosos de vencer el Tour, Francisco Galdós lideró la clasificación general desde la cuarta hasta la duodécima etapa. Giovanni Battaglin, que había vencido en la decimotercera etapa y se había puesto líder, tuvo un inesperado derrumbe en la siguiente, que ganó un semidesconocido Fausto Bertoglio, quien pasó a vestir la maglia rosa. La carrera no se decidió hasta la última etapa en la que se llegaba al temido Paso del Stelvio. Galdós, que había reducido notablemente su retraso respecto a Bertoglio en las etapas anteriores, atacó nuevamente, pero el ciclista italiano logró resistir y el español, aunque ganó la etapa, debió conformarse con la segunda plaza de la general, por delante de Felice Gimondi y Roger De Vlaeminck, pero a apenas 41 segundos de Bertoglio. Francisco Galdós compartió además la maglia verde, otorgada al líder de la clasificación de la montaña, con Andrés Oliva.
Terminó su carrera en 1980 en el Kelme, equipo que lo había fichado después de que el KAS abandonase el ciclismo. Ese último año finalizó octavo en la Vuelta y abandonó en el Tour debido a una caída que sufrió en el transcurso de la quinta etapa.

## Palmarés
| 1968 - Cinturón a Mallorca, más 2 etapas - Vuelta a Cantabria 1972 - 3.º en el Giro de Italia - Trofeo Masferrer - Memorial Manuel Galera 1975 - Tour de Romandía, más 1 etapa - 2.º en el Giro de Italia, más 1 etapa y clasificación de la montaña - Subida a Arrate - Gran Premio Nuestra Señora de Oro | 1976 - Vuelta a Cantabria 1977 - Vuelta a Cantabria - Campeón de España por Regiones 1978 - Vuelta a La Rioja - 1 etapa de la Volta a Cataluña 1979 - 2.º en la Vuelta a España |

## Resultados en Grandes Vueltas y Campeonato del Mundo
Durante su carrera deportiva ha conseguido los siguientes puestos en las Grandes Vueltas y en los Campeonatos del Mundo en carretera:
| Carrera         | 1969 | 1970 | 1971 | 1972 | 1973 | 1974 | 1975 | 1976 | 1977 | 1978 | 1979 | 1980 |
| --------------- | ---- | ---- | ---- | ---- | ---- | ---- | ---- | ---- | ---- | ---- | ---- | ---- |
| Giro de Italia  | -    | -    | 4.º  | 3.º  | 9º   | 17.º | 2.º  | 18.º | -    | -    | -    | -    |
| Tour de Francia | -    | 9.º  | 11.º | -    | 20.º | Ab.  | Ab.  | 6.º  | 4.º  | 7.º  | 28.º | -    |
| Vuelta a España | 21.º | 6.º  | -    | 18.º | -    | -    | -    | -    | -    | -    | 2.º  | 8.º  |
| Mundial en Ruta | -    | -    | 35.º | 41.º | -    | -    | -    | -    | 19.º | -    | -    | -    |

-: No participa
Ab.: Abandono